# Station Hartowiec
Station Hartowiec is een spoorwegstation in de Poolse plaats Hartowiec.